# ローランド・ヒル

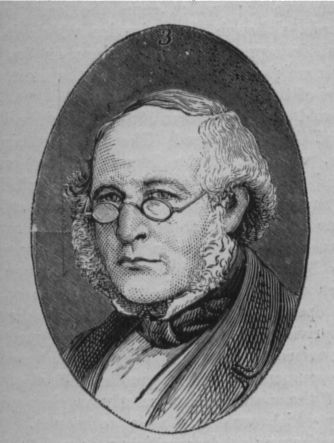
ローランド・ヒル

ローランド・ヒル（Rowland Hill, KCB, 1795年12月3日 - 1879年8月27日）はイギリス郵便制度の改革者。ペニー郵便制(en)の創設者。イギリスの近代郵便制度の基本概念を生み出した。「近代郵便制度の父」と呼ばれる。ただし名誉革命以前に、ウィリアム・ドクラの手によるペニー飛脚ができている。これは、ヨーク公時代のジェームズ2世 (イングランド王) がロイヤルメールの独占権侵犯をしつこくプロパガンダして接収した。

## 生涯
ローランド・ヒルはローランド・ヒル将軍の甥としてウスターシャーのキッダーミンスター（Kidderminster）に生まれた。彼は1833年まで教師であり、その後「実用知識普及協会」（Society for the Diffusion of Useful Knowledge）の書記となった。1837年、彼が42歳のとき、政府調査に対して彼の着想を提案し、彼の最も有名な小冊子を出版した。この『郵便制度改革: その重要性と実用性』（"Post Office Reform: its Importance and Practicability", 1837）では英国郵便制度の根本的な改革、とりわけ国内で0.5オンスの重さまでの手紙に対して1ペニーからなる均一の郵便料金率を要求し、大きなセンセーションを巻き起こした。この要求は1840年に法案が提出され、ヒルは郵便局の職員となった。彼はペニー・ブラックの誕生を目の当たりにしたのである。
彼は1846年に郵政次官(Secretary to the Postmaster General)となり、1854年には郵政局長(Secretary to the Post Office)となった。1864年に退職し、1879年8月27日にロンドンのハムステッドで死去した。彼はロンドンのハイゲート墓地に埋葬された。
彼の像は、彼の生地であるキッダーミンスターに建てられている。今日トッテナムでは、1840年代に彼が暮らしたブルース城（Bruce Castle）に地方の歴史博物館があり、彼に関連した展示品が含まれている。
後のジェームズ・チャルマーズ（James Chalmers）の著書『1837年のペニー郵便制: 発明か模倣か』（"The penny postage scheme of 1837", 1879）はヒルについて書かれたものではなく、ペニー郵便制の考案者であるLord Lowtherについてのものである。
1864年アルバート・メダル受賞。ロイヤルメールが制定したローランド・ヒル賞(en)は彼にちなんで命名されたものである。